# Holsted
Holsted es un pueblo danés perteneciente al municipio de Vejen, en la región de Dinamarca Meridional.
Tiene 3137 habitantes en 2016, lo que lo convierte en la tercera localidad más importante del municipio tras Vejen y Brørup.
Se sitúa al oeste del municipio, junto a la autovía E20 que une Esbjerg con Copenhague.